# Nicsara philippina
Nicsara philippina är en insektsart som beskrevs av Morgan Hebard 1922. Nicsara philippina ingår i släktet Nicsara och familjen vårtbitare. Inga underarter finns listade i Catalogue of Life.